# Glandirana
Glandirana là một chi động vật lưỡng cư trong họ Ranidae, thuộc bộ Anura. Chi này có 4 loài và 25% bị đe dọa hoặc tuyệt chủng.

## Hình ảnh

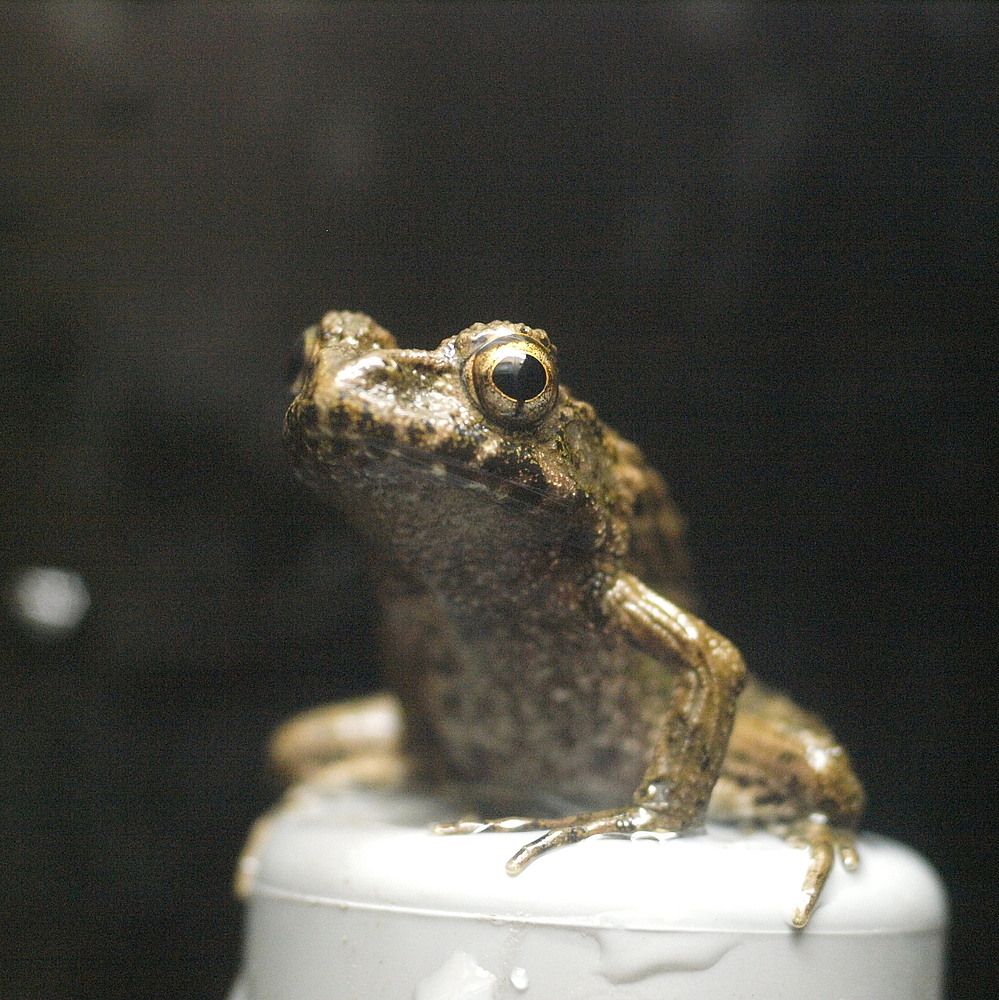
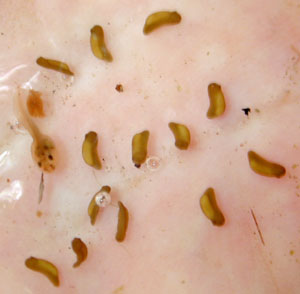